# War Machine (película)
War Machine (en español: Máquina de guerra) es una película estadounidense de 2017 dirigida y escrita por David Michôd, basada en el libro The Operators del periodista Michael Hastings. La historia está basada en la vida del general del ejército de los Estados Unidos Stanley McChrystal.
La película está protagonizada por Brad Pitt, Anthony Michael Hall, Anthony Hayes, Topher Grace, Will Poulter, Tilda Swinton, Griffin Dunne y Ben Kingsley. Fue estrenada en Netflix el 26 de mayo de 2017.

## Sinopsis
En el año 2009 el general McMahon (Brad Pitt), después de ganar renombre y prestigio por su liderazgo en una misión en Irak, es enviado a Afganistán para preparar un plan con el que se de por terminada de forma definitiva la guerra en ese país. Sin embargo, las exigencias del general, que pide una gran cantidad de hombres para enfrentar la amenaza, no son del total agrado de los políticos estadounidenses que no ven con buenos ojos una incursión militar en Afganistán.

## Reparto
- Brad Pitt como Glen McMahon.[3] (inspirado en Stanley A. McChrystal)
- Anthony Hayes como Pete Duckman.
- Emory Cohen como Willy Dunne.
- RJ Cyler como Andy Moon.
- Daniel Betts como Simon Ball.
- Topher Grace como Matt Little.
- Anthony Michael Hall como Greg Pulver.
- John Magaro como Cory Staggart.
- Aymen Hamdouchi como Badi Basim.
- Scoot McNairy como Sean Cullen.
- Meg Tilly como Jeanie McMahon.
- Sian Thomas como Edith May.
- Alan Ruck como Pat McKinnon.
- Nicholas Jones como Dick Waddle.
- Griffin Dunne como Ray Canucci.
- Ben Kingsley como Hamid Karzai.
- Reggie Brown como Barack Obama.
- Will Poulter como Ricky Ortega.
- Russell Crowe[4] como Bob White. (inspirado en David Petraeus)